# Денисенко, Григорий Иванович
Григо́рий Ива́нович Денисе́нко (29 апреля 1919 года, село Ходоров, Каневский уезд, Киевская губерния УССР — 24 мая 1998 года, Киев, Украина) — ректор Киевского политехнического института имени 50-летия Великой Октябрьской социалистической революции (ныне — Национальный технический университет Украины «Киевский политехнический институт»), профессор, доктор технических наук, член-корреспондент АН УССР, Герой Социалистического Труда.

## Биография
Родился 29 апреля 1919 года в селе Ходорове (ныне Мироновского района Киевской области) в крестьянской семье.
В 1929 году 10-летним мальчиком стал круглым сиротой и в дальнейшем воспитывался у старшего брата, который после окончания Киевского мелиоративного института был направлен работать в Чимкент. Впоследствии переехал в Харьков. Успешно сдал экзамены и поступил в Харьковский электротехнический институт, но Великая Отечественная война прервала учёбу. Добровольцем ушёл на фронт, был зачислен в Чугуевский полк, но скоро его отозвали с передовой. Командование направило Григория Ивановича преподавать в военное училище в Самарканд. Там он познакомился с будущей женой Зинаидой Макаровной, которая тоже родилась на Украине. Затем работал преподавателем Высшей офицерской школы самоходной артиллерии, а в сентябре 1946 года, имея уже стаж преподавательской работы, стал снова студентом 4-го курса Львовского политехнического института. Успешно закончил обучение в 1948 году по специальности электрические станции, системы и сети.
После окончания института в числе лучших выпускников был оставлен в нём преподавателем. В 1948—1951 годах — работал старшим лаборантом, в 1951—1953 годах — руководитель научно-исследовательского сектора. В 1953 году защитил кандидатскую диссертацию. В 1953—1955 годах — старший преподаватель, в 1955—1959 годах — доцент, в 1959—1962 годах — декан энергетического факультета, в 1962—1963 годах — проректор по учебной работе. В 1963 году защитил докторскую диссертацию.
С 1963 по 1971 год возглавлял Львовский политехнический институт. За разработку и создание комплекса учебных корпусов Львовского политехнического института был награждён премией Совета Министров СССР.
26 декабря 1969 года избран членом-корреспондентом Академии наук УССР по специальности «электрические сети и системы».
В 1971—1987 годах работал ректором Киевского политехнического института. В 1987—1989 годах — заведующий отделом, руководитель Отделения КЭС из ВИЭ ИЭД НАН Украины.
Был активным делегатом XXVI съезда КПСС и XXVII съезда Компартии Украины. На XXVII съезде Компартии Украины избирался членом ЦК КПУ. Депутат Киевского горсовета нескольких созывов.
Жил в Киеве. Умер 24 мая 1998 года в Киеве. Похоронен на Байковом кладбище.

## Научная деятельность
Исследования электромагнитных и энергетических процессов в электрических сетях, анализ надежности их работы, разработка принципиальных основ использования возобновляемых источников энергии и построение комбинированных систем энергоснабжения на их основе.

### Труды
Подготовил более 270 научных публикаций, 7 монографий и получил 22 авторские свидетельства. Труды посвящены исследованию одновременной передачи электроэнергии переменным и постоянным током по общим проводам, проблемам создания математических моделей передачи энергии пульсирующего тока, изучению электромагнитных процессов в таких передачах, использование энергии Солнца, ветра, воды в народном хозяйстве
Основные труды:
- «Одновременная передача электрической энергии постоянным и переменным токами общими линиями передач» (1969);
- «Возобновляемые источники энергии» (1983);
- «Электрические системы и сети» (1986);
- «Передача электрической энергии пульсирующим током» (1971).

Большое значение Г. И. Денисенко оказывал международному научному сотрудничеству . Его научные труды опубликованы в США, Великобритании, Японии.

## Награды и почётные звания
«Заслуженный деятель науки РСФСР» в 1969 года. Почётный доктор Вроцлавского политехнического института.
Указом Президиума Верховного Совета СССР от 8 августа 1986 года за большой вклад в подготовку высококвалифицированных специалистов для народного хозяйства и развитие научных исследований ректору Киевского политехнического института имени 50-летия Великой Октябрьской социалистической революции Григорий Иванович Денисенко присвоено звание Героя Социалистического Труда с вручением ордена Ленина и медали «Серп и Молот».
Награждён тремя орденами Ленина (1967, 1981, 1986), орденами Октябрьской революции (1971) и Трудового Красного Знамени.